# Bentharca asperula
Bentharca asperula är en musselart som först beskrevs av Dall 1881.  Bentharca asperula ingår i släktet Bentharca och familjen Arcidae. Inga underarter finns listade i Catalogue of Life.